# Putnok
Putnok – miasto w północno-wschodnich Węgrzech, w komitacie Borsod-Abaúj-Zemplén, w powiecie Ózd, liczące 6743 mieszkańców (styczeń 2011). Leży w dolinie rzeki Sajó.

## Historia
Pierwsza wzmianka o mieście pochodzi z roku 1283. Na głównym placu w roku 1826 został wybudowany pałac w stylu klasycystycznym przez rodzinę Serenyi. W mieście znajdują się dwie świątynie, katolicka (1830–1836) i ewangelicko-reformowana (1798–1804).